# 基板接合
基板接合（きばんせつごう、英語: wafer bonding）とは、基板を接合する技術であり、半導体集積回路作製技術やMEMS作製技術として使用される。主にシリコン基板同士またはシリコン基板と異種材料の基板を接合するために用いられる。

## 方法
基板接合の方法には大きく分けて2つの方法がある。ひとつは接着層を介さず直接基板どうしを接合する「直接接合」（direct bonding）で、もうひとつは接着剤や金属、低融点ガラスなどを接着層として基板間に挟む「間接接合」である。
直接接合は主にSOI基板の作製やMEMSデバイスの作製で用いられる。間接接合は作製工程の自由度が高いので、パッケージングなどに用いられることが多い。
以下では主に直接接合について述べる。直接接合には「拡散接合」、「常温接合」、「陽極接合」、「反応接合」などがあるが、「陽極接合」を直接接合に含めない場合もある。「拡散接合」、「常温接合」では接合面が非常に平坦であることが必要である。

## 拡散接合（diffusion bonding）
基板を密着させ圧力と熱を加えることにより、接合面で原子の拡散が起こり接合される。シリコン基板を拡散接合する場合はまず基板を洗浄し、表面をわずかに酸化させる処理を行う。酸化させることで表面が親水性になり水素結合により接合した状態になる。炉に入れて1000℃程度まで加熱することで水分子が除去され強固な接合状態になる。

## 常温接合（ambient temperature bonding）
高真空中で接合する基板表面にイオンビームなどをあてダングリングボンドを形成し活性化する。活性化した面同士を合わせると加熱を必要とせずに強固な接合が得られる。異種材料同士でも接合が可能である。拡散接合のように高温に加熱する必要がないため常温接合と呼ばれる。加熱を必要としないため、集積回路を作製後にも行うことができる。また異種材料同士でも接合できるため、シリコンに化合物半導体などを接合することができるため、高機能な光デバイスや高周波デバイスをシリコン基板上に作製できる。

## 陽極接合（anode bonding）
シリコン基板とシリコンの熱膨張係数が近いガラスを接合する方法。シリコンとガラスを合わせ400～500V程度の電圧を印加しながら加熱するとガラス中のイオンが接合界面に移動し共有結合が起こり強固に接合される。主にパッケージングやMEMSデバイス作製に用いられる